# Аргыны
Аргын или аргун (каз. Aрғын / Arğyn, крымскотат. arğın) — тюркское племя, одно из шести казахских племён (коныраты, уаки, кереи, кипчаки и найманы), составляющих Средний жуз (Центральный жуз) казахского народа. Самое многочисленное племя Среднего жуза, перешедшее из улуса Джучи в Тимуридское государство при Абу-Сеиде, правнуке Тимура. Аргыны — один из четырёх сильнейших бейских родов Крымского ханства — карачи-беков, которые могли утверждать крымских ханов на престоле и состояли в государственном совете этого государства, определяя во многом внешнюю политику Крыма.

## ДНК гаплогруппы казахских аргынов
В науке существовали различные взаимно исключающие мнения о генезисе аргынов. Так существовало противоречие в том, происходят ли аргыны от тюркских или же от монгольских предков, а также противоречие в отношении того, являются ли аргыны (в соответствии с шежире — традиционной генеалогией казахов) потомками по мужской линии единого предка племени, либо аргыны представляют собой композицию племён различного генетического происхождения.

### ГаплогруппаG1
Генетические исследования по маркерам Y-хромосомы девяти родов аргынов показали, что генофонд предков аргынов маркирует Y-гаплогруппа G1 (67 % аргынов являются носителями гаплотипов, входящих в гаплогруппу G1-M285) и по отцовской линии восходит к наследию народов индо-иранской языковой семьи: генетические дистанции аргынов минимальны с народами Ирана (персы, ассирийцы, белуджи, ирани, мазендеранцы, курды).
Совместный анализ генетики и генеалогии аргынов доказал, что непосредственным предком племени стал золотоордынский эмир Караходжа (XIV век) либо его непосредственные предки. Была показана также ошибочность гипотезы Андраша Биро о родстве рода маджар и мадьяров (венгров), так как время расхождения предковых линий аргынов и венгров составляет около 20 тыс. лет назад.
Помимо G1 у аргынов встречаются группы C2 (9 %) и R1a1a (7 %), появление C2 связано с влиянием монголов, а появление R1a1a может быть связано с двумя источниками: первый маркируется M417, другой Z2125 и встречается у киргизов и пуштунов Афганистана (>40 %), в некоторых популяциях Ирана и Кавказа (>10 %) и у казахов (1,5 %); второй маркируется M780 и обнаруживается в Южной (Индия, Пакистан, Афганистан, Гималаи) и Западной (Иран) Азии, а также у казахского клана сарыкопы (генеалогическая сублиния бабасан), по происхождению «сарты».
Генетические данные подтвердили верность предания о том, что общим предком рода таракты был не родной сын основателя рода аргын, а на́званный, а потому родство с остальными аргынами прослеживается лишь по женской линии. Для рода таракты характерно большее накопление C2-М217, J1*-M267(xP58), R1a1a1b1a1-М458, а для рода тобыкты С2-М217 и Q*-М242.
В целом генетическая близость аргынов к народам Иранского нагорья указывает на существование древнего генетического субстрата, который был привнесён прото-аргынам древней миграцией с Иранского нагорья ираноязычных народов или их потомков. С другой стороны обнаружилось сходство аргынов с казахами Алтайского нагорья и монголами, что показывает наличие так называемого «суперстрата», привнесённого позднейшими миграциями тюркоязычных и монголоязычных народов, что привело к тому, что ко времени формирования родоплеменной общности аргынов те уже были тюркоязычны как и генеалогический основатель клана Караходжа.

### Аргыны и монголы
По мнению ряда авторов, первоначальное ядро аргынов восходило к монгольским племенам.
По одной из версий, этноним «аргын/аргун» в переводе с монгольского означает «союз десяти» и может быть связан с рекой Аргунь в Бурятской области и с легендарной местностью Эргунэ-кун. В свою очередь, название реки Аргунь (Эргүнэ, Өргөн) с монгольского переводится как «широкая». Г. Г. Мусабаев слово аргын возводит к монгольскому аргуй «скотовод». Н. А. Аристов связывает его с названием реки Аргун (Аргут) на Алтае. В монгольском языке окончание «т» означает множественное, а «н» единственное число.
М. Т. Тынышпаев полагал, что аргыны восходят к нирун-монгольскому племени арикан. По его мнению, аргыны в V—VII вв. были в составе коренных монголов и проживали на территории современной Монголии. По Н. А. Аристову, аргыны во времена Чингисхана подались на запад впереди найманов и кереев.
Ч. Ч. Валиханов включал аргынов в число монгольских народов Джагатайской орды.
Согласно другой версии, аргыны являются потомками Аргун-ага, ойратского наместника, служившего в Ильханате Хулагу.
Согласно К. Этвуду, аргыны (аргуны) происходят от завоёванных степных народов Монгольского плато, подчинённых монголами и приведённых на запад монгольским завоеванием. По его мнению, аргыны (аргуны) представляли собой онгутский клан, который добился важной позиции в джучидской Синей Орде и сформировал часть казахов и моголов.
В современной Монголии зарегистрированы носители следующих родовых имён: аргун, аргууд, аргуун, аргуут, аргын, ариган. Из современных аргынских родов к монголам наиболее близки таракты и тобыкты.
Как показали генетические исследования, основной гаплогрупой для аргынов является G1. Исследования позволяют предполагать, что уже с раннего железного века G1 присутствовала в пространстве Евразийской степи (в том числе среди предков казахов, башкир, монголов). При этом, как пишут Жабагин и Сабитов, доминирование гаплогруппы G1 показывают близость аргынов к ираноязычным народам. Согласно их заключению, ни одна из этнографических версий происхождения прото-аргынов (от монголоязычных или от тюркоязычных сообществ) не находит полного генетического подтверждения по данным полиморфизма Y-хромосомы. Исследования указывают на существование древнего генетического субстрата, который был привнесён прото-аргынам миграцией с Иранского нагорья. Тогда как тюркские и монгольские компоненты, согласно данным исследованиям, показывают суперстрат, привнесённый позднейшими миграциями. Генофонд аргынов по отцовской линии несёт основное наследие от народов индоиранской языковой семьи или их потомков, и только на поздних этапах включил ряд иных элементов от генофондов других тюркоязычных и монголоязычных народов. Как полагают Жабагин и Сабитов, в то время, когда общность потомков прото-аргынов приняла социокультурный характер родоплеменной общности, они уже были, вероятнее всего, тюркоязычной группой. При этом, согласно их исследованиям, по генетическим расстояниям аргыны наиболее близки к народам Ирана (ассирийцы, белуджи, ирани, мазендаранцы, курды), а самый древний из известных на сегодня носителей гаплогруппы G1 найден в Западном Иране.

### Аргыны и басмылы
Существует версия, озвученная Н. А. Аристовым, согласно которой предками аргынов являются басмылы, племенное объединение, образовавшееся в Восточном Туркестане (в районе Бешбалыка) от смешения кочевых племен с местными группами тохарского происхождения.
Версия косвенно подкрепляется описанием Марко Поло страны, которую он назвал «Тендук». Поло сообщил, что в стране присутствуют христиане-несториане, однако преобладающим племенем являются отпрыски идолопоклонников Тендука и последователей Магомета, именуемые «Аргоны»: «Они красивее других жителей страны, и, обладая многими способностями, они часто достигают власти; из них выходят умелые торговцы». Описанное Поло местоположение племени точно повторяет указанное в Цзы чжи тун цзянь местоположение басмылов.
Махмуд аль-Кашгари упоминает о народе «Аргу», который говорит на среднетюркском языке с «характерным иранским акцентом (рикка)», как и жители Согдака и Кенчека;.
Американский востоковед-тюрколог П. Б. Голден предполагает, что народ «Аргу» были двуязычными ираноговорящими людьми, принявшими тюркскую идентичность.

## Казахские аргыны

### Численность аргынов
По данным сельскохозяйственных переписей в 1896—1911 гг., численность аргынов составляла 509 тыс. чел., в том числе 82 % в казахском населении Кокчетавского уезда (атыгай, карауыл), в Павлодарском 78 % (главным образом басентеин, суйиндык), в Каркаралинском 78 % (суйиндык, каракесек), в Акмолинском 67 % (куандык, канджигалы), в Тургайском 50 % (шегендык, сарыжетим, акташы, умбетей), Атбасарском 46 % (куандык, шегендык (каксал) и др.), в Петропавловском 39 % (атыгай, карауыл), в Омском (айдабол) 35,3 %, в Семипалатинском 32 % (тобыкты).
В 1917 году, по сведениям Мухамеджана Тынышпаева, количество аргынов было 890 тысяч. Согласно А. А. Темиргалиеву, в 1911—1913 годах численность аргынов составляла 753 220 человек. По оценке Баяна Ракишева, современная численность аргынов составляет 2,09 млн человек.

### Подразделение
Состоит из 12 родов.

#### От жены Ергүл «5 мейрам»
1. Каракесек: қамбар, жалықбас, шұбыртпалы, бошан (таз, байбөрі, машай (кояншы-таңай, керней-кәрсен), жанту, манат), әлтеке (алмұрат, дос, койкел, сапақ, есболат, отеген), сарым (тоқсан, отеміс), кара (кожас, жарас, бәркөз, отеп, тақабай, мұрат, дүзен, тоқан) және шор (дүйсенбай, шекшек, тілеубай, айтімбет, кожам, алтөбет).
2. Куандык: алтай-карпыки (кареке, тока, сармантай, мұрат, сайдалы, нұрбай, алсай), есенғарт, аманғарт, омір, темір, темеш.
3. Суйиндык: каржас, орманшы, құлболды (айдабол, күлік, ақбура, тұлпар, қаблан), жанболды, мәжік (малай, жәдігер).
4. Бегендик: қозған (қарақозған, сарықозған, оразгелді (тәңірберді, сырық)).
5. Шегендик: кақсал.

#### От жены Момын «7 момын»
1. Атыгай: Құдайберді, Бәйімбет, Бағыс, Баба, Ақкиік, Қойлы, Құлансу, Бабасан, Қадір, Елтоқ, Сары, Есентаңырық, Сүйіндікқара, Майлы-балта.
2. Бәсентиын: Ақмайдан, Бекмайдан, Тоқмайдан, Ақтілес, Күшік, Қарабұжыр, Апай, Бөрі, Сырым, Төрт сары
3. Қарауыл: Жақсылық, Құрманқожа, Құлынша, Құлымбет, Түнқатар, Қылды, Ботпан, Жаулыбай, Ақонай, Қоңырша, Қантай, Жауар, Мөнтік, Көбей.
4. Канжыгалы: Есен, Бозым, Қарақұла (Қарасу өңірі)
5. Тобыкты: Жуантаяқ, Дадан, Мұсабай, Көкше, Бораншы.
6. Ақтәжі.
7. Байтәжі.

#### От жены Айнамкөз «кіші арғындар» или «тоқал арғындар» (младшие аргыны)
1. Томенги-шекты: саржетімдер: құлқай, өтей, алдияр (таз), мадияр, қойсары, байсары, сүгір, жиенбет. Тағышы, не входящий в род «саржетім».
2. Жогары-шекты:қараман, шақшақ, әйдерке, қырықмылтық, әлімбет, бәйімбет, төлек.

#### От дочери
1. Таракты: апай, тоқтауыл, қыдыр, жәші (жасши), әлі, сары, әйтей, қосанақ, алакөз, шәуке, әлеуке, төлес, сойылқас, шұңғырша, көгедей[31][32]

Среди родов пальму первенства удерживают аргыны, их численность в 2016 году насчитывалось 2 090 000 человек.

### Уран и тамга
| Род         | Подрод       | Тамга (родовой знак) | Уран (родовой клич) |
| Средний жуз |              | босага               |                     |
| ----------- | ------------ | -------------------- | ------------------- |
| Аргын       |              | коз                  | Акжол, Кара Ходжа   |
|             | Каракесек    | коз                  | Каркабат            |
|             | Суиндык      | коз                  | Тортуыл             |
|             | Таракты      | тарак,               | Жаукашар            |
|             | Жогары шекты | жогары-шекты         |                     |
|             | Томень шекты | томень-шекты         |                     |

## Крымскотатарские аргыны

Тамга крымскотатарских аргынов

Беи крымских аргынов были одними из четырёх беев, имевших право поднимать хана на белой кошме при избрании. Известный представитель — Тугай-бей.
Труды VI Археологического съезда в Одессе (1884 г.), 1889 год.
«…Девлет-Гирей хан. „Слово мое: Дано сие от меня иметь в руках Аргинскому почтенейшему полномочному бею Ягмурчи хаджи в том, что как он хаджи и предки его распорядителями были во время покойных предков наших, что они все самовольно распоряжалась над всеми своими имениями и народами, также жалую и я, повелевая, дабы все и старые и молодые народы, живущие в владениях хаджия, послушались и повиновались ему в полности, как во время предков наших оные повиновались, как то: косить, пахать, отправляться с ним куда он прикажет, или жить на месте, в чём дан сей приказ с приложением перстянной моей печати. Эгира 958 года. Город Бахчисарай. 1543 по Российскому счислению“.
Второй ярлык выдан Мегмет-Гиреем ханом 1570 от Р, X. Вот он:
„Речь моя. Прежде от сего покойный мой отец Девлет-Гирей хан почтенному дворянину (Карачи) Джан-Мамбет бею пожаловал Аргинскую карди (то есть полномочную бейскую власть) и велел сколько по принадлежности взятое и содержимое владеть Аргинскому, а я также жалую и отдаю в руки ферман и повелеваю: покойный полномочный Ягмурча Аджи бей и прежде его бывший бей как владели, так владеть и полномочному Джан-Мамбет бею, по старому порядку, и не мешать владению и надзиранию и также брать мой, наследник, Адиль-Гирей, прочие братья и сыновья и Аргинские мурзы, отнюдь не должны мешаться, а кто увидевши этот мой ферман не послушается и мешать будет, тому будет не хорошо. Алма-Сарай“
Третий ярлык выдан Ислам-Гиреем ханом 1578 года. „Ислам Гирея хана речь. Имеющего в руках этот ферман почтенный дворянин покойнего Ягмурги-Аджи бея сын Кара бей Аргинскою бейскою властью жалую и повелеваю как старшему временем (летами) из среды братьев владеть принадлежащими слугами, как владели покойный Ягмури-Аджчи бей и Джамбет бей, отцы и деды их, и прежде служившие старые и молодые люди также служили этому Кара-бею и его слушались, вместе с ним ходили бы верхом и пешком по его повелению (то есть выходили бы на войну и на работу); и султаны, беи и мурзы отнюдь не мешали бы удерживать обитателей в руках и владеть Кара-бею пахатпыми и сенокосными землями, и также лесной и выгонной пастбищными землями. Приложивши мою печать, отдать ферман“. г. Бахчисарай.
Четвёртый ярлык, данный 1092 г. от Эгира (1680 г.) Мурат-Гиреем ханом, жалует Батырше бею Карачи (то есть полномочному) Аргинскому бею часть дани, получаемой из Москвы. Каждый раз, лишь только прибудет посол из Москвы, Батырша бей, показав данный ярлык, имеет получить свою часть.
Кроме ханских ярлыков при деле о дворянстве рода Аргинских беев сохраняется ещё один фирман султана Ибрагима (от 1053 г. от Эгиры). Этим фирманом султан утверждает права Тогай мурзы на пользование доходами деревень Кефейскаго и Судакскаго округов в размере 20,618 акча, повелевает жителям этих деревень, в случае войн, „становиться под знамёна бея“ и во всем ему повиноваться. Из других документов видно, что Аргинские имели свое знамя, которым они предводительствовали во время войны и свой герб.
Наконец из сего списка оказывается, что Аргинские имеют свое владение „называемое Аргин-Найман“. В 20*х годах оно заключало 25,637 десятин и состояло в нераздельном пользовании всех Аргинских…».

### ДНК крымскотатарского рода Аргын
В отличие от казахского племени Аргын, крымскотатарский род Аргын (в российском дворянстве — Аргинские) имеет типичный арабский субклад, что подтверждает версию их иностранного происхождения. Субклад средневекового рода Аргын J1-Y9272 объединяет представителей крымскотатарской фамилии Аргинские, а также потомков аргынского князя Ченыша Темгенева (в российском дворянстве — Чанышевы). Субклад — ближневосточный, представлен в основном арабскими образцами, однако стоит отметить наличие палео-ДНК с территории Крымского ханства: средневековый образец UKR020 (~1400-1500 гг.), захоронение Мамай-Гора вблизи села Великая Знаменка Васильевского района Запорожской области.

## Башкирские аргыны
В родословной рода буре племени Усерган есть родовое подразделение аргыни. Их генеалогии восходят к казахскому племени аргын. Усерганы родовых подразделений аргын считают себя по происхождению казахами. Они остались среди башкир в XVII веке и обашкирились.

## Хакасские аргыны
Аргыны входят в субэтническую группу хакасов хызыл (кызыльцы), и делятся на сеоки улуг аргын и кічiг (кичиг) аргын. Являются ассимилировавшимися потомками казахов-аргынов, осевших в Алтысарском улусе в XVI или в начале XVII века.

## Татарские аргыны
Аргыны были одним из самых знатных родов в Казанском и Касимовском ханствах, входили в местные ханские диваны, и оказывали влияние на политику обоих государств. После падения Казани и интеграции Касимовского ханства в состав России аргыны потеряли свою идентичность и растворились в татарском народе.

## Кыргызские аргыны
Аргыны входят в состав кыргызского племени кесек. О. К. Каратаев пишет, что между аргынами и кыргызами отмечаются сильные этнические параллели: обнаружено 36 схожих родовых названий, что свидетельствует о давнем родстве. По его мнению, аргыны как этнический компонент могли входить в состав енисейских кыргызов ещё в VII—XI веках.